# Alave
株式会社Alave（アレイブ）は、演劇ごはん®を中心としたイベントの企画・運営などを行う日本の企業。本社は東京都文京区にある。

## 概歴
- 2015年12月、代表小濱により新しいエンターテイメントとして「Alive a live」を企画。
- 2016年団体名を「Alive a live」、エンターテイメントの名前を「演劇ごはん®」と名付ける。
- 2017年10月、団体を法人化し「(株)Alave」を設立。

## 事業

### 演劇ごはん®企画・運営
演劇ごはん®を中心とした演劇と食のイベントを企画・制作する。2017年7月にベジ・マクロビを中心としたヘルシーなライフスタイルを発信するwebマガジン「Vegewel Style」にイベントの様子が掲載され、同年9月に複業転職サイト「パラレル求人」にも掲載される。さらに、同年10月日経MJ紙にて飲食店の宣伝手法に劇を用いた実例として特集される。
この他、舞台の制作業務や演劇を用いて人間の五感を刺激する様々なイベントを手がけている。